# Helionidia fujara
Helionidia fujara är en insektsart som beskrevs av Irena Dworakowska 1971. Helionidia fujara ingår i släktet Helionidia och familjen dvärgstritar.
Artens utbredningsområde är Sudan. Inga underarter finns listade i Catalogue of Life.